# Borġ in-Nadur
Pour les articles homonymes, voir Borg et In-Nadur.
Borġ in-Nadur (« amas du regard ou amas de l’attention » en maltais) est un site préhistorique situé dans le Sud-Est de l'île de Malte. Le site comprend les ruines d'un temple mégalithique et d'un village fortifié de l'Âge du bronze.

## Situation
Le site est bâti sur un éperon rocheux situé entre le wied (signifiant « vallée » en maltais) Zembaq et le wied Dalam, près de Birżebbuġa et de Għar Dalam, dans le Sud-Est de l'île de Malte. Le nom du site signifie « amas de l’attention » ou « amas du regard » en maltais.

## Datation
Le temple mégalithique a été daté 3 000 -700 av. J.-C. Cette datation semble tardive car, selon la chronologie préhistorique de Malte, la culture mégalithique aurait pris fin à Malte un demi-siècle plus tôt, mais la datation est imprécise en raison des dommages importants subis par le monument. Le site fut en effet largement pollué à la fin du XIXe siècle par des dépôts d’épierrement provenant des champs voisins. 

## Description

### Temple mégalithique
L'architecture d'origine du temple mégalithique, avec son plan tréflé traditionnel (16 m de long sur 16 m de large) à quatre absides, est encore bien visible malgré la présence de dépôts ultérieurs de pierres parasites. Le trilithe d'entrée était probablement de grande dimension. La grande orthostate mesure 4,50 m de hauteur. Elle comporte une rainure et une lumière qui font penser à un portail de fermeture. Le temple ne comporte pas le décor généralement associé aux temples similaires de l'époque, tels que les temples de Tarxien ou d'Ħaġar Qim. Le site a été abandonné vers 1600 av. J.-C..
Sur la droite du site, on peut voir un dolmen constitué de plusieurs dalles, qui supportait une énorme table de couverture de plus de 4 m de long, aujourd'hui brisée en trois parties.

### Village fortifié
À l'Âge du bronze, un village, constitué d'un groupe de huttes ovales, s'est établi sur un éperon rocheux près du site de l'ancien temple. Aujourd'hui, seul reste visible le mur d'enceinte qui barrait la pointe de l'éperon rocheux. Les fondations des huttes existent toujours, mais elles ne sont pas visibles aujourd'hui puisqu'elles ont été réenterrées à l'issue des fouilles. Le village a été fortifié avec un bastion de 4,50 m de côté en forme de « D ». Le mur d'enceinte mesure 4 m de haut pour une épaisseur de 1,50 m. Il est constitué de blocs de pierre sans mortier mais renforcés ici ou là par des boutisses et des fiches en pierre. Le mur a été construit face à l'intérieur des terres, ce qui suggère que les habitants du village étaient plus préoccupés par les attaques venant de la terre que de la mer. Deux redoutes semi-circulaires de 60 m et 18 m de périmètre restent visibles. Il pourrait s'agir de la plus ancienne fortification de Malte, et c'est la mieux préservée parmi les six sites identifiés comme étant d'anciens établissements fortifiés de l'Âge du bronze. 
Des trous peu profonds, en forme de flacon, ont été découverts sur le site, creusés dans le sol. Des trous du même type sont visibles à Wardija ta' San Ġorġ, sur l'île de Malte, et à In-Nuffara sur l'île de Gozo. Ceux trouvés près de Borġ in-Nadur, en bord de mer, sont désormais submergés, ce qui démontre un affaissement de terrain important dans cette région dans les trois derniers millénaires. L'usage de ces trous demeure inconnu mais ils pourraient avoir été utilisés pour stocker du grain ou de l'eau. 

## Vestiges archéologiques
Des tessons de poterie ont été trouvés dans une grande zone tout autour du temple. La poterie de Borġ in-Nadur se caractérise par une simplification des formes souvent angulaires avec des anses à peine formées, prenant la forme d'un calice à deux anses posé sur un pied conique, ou celle de bol à une seule anse en forme de hache. Elle est revêtue d’un engobe rouge qui a une forte tendance à s’écailler. Le décor est gravé en zigzags suffisamment profondément pour pouvoir être rempli d’une pâte blanche. Des poteries similaires ont été trouvées en Sicile, à Ognina,.
Certains des tessons de poterie trouvés sont d'origine mycénienne et indiquent qu'il existait des contacts directs ou indirects entre Malte et la mer Égée.   